# Euphorbia sinclairiana
Euphorbia sinclairiana är en törelväxtart som beskrevs av George Bentham. Euphorbia sinclairiana ingår i släktet törlar, och familjen törelväxter. Inga underarter finns listade i Catalogue of Life.